# Clifford (Name)
Clifford ist ein englischer Name. Er tritt häufig als Nachname auf, ist aber auch als Vorname geläufig, dann allerdings sehr oft in der Kurzform Cliff, die ihrerseits auch Kurzform des Namens Clifton ist. Clifford ist abgeleitet von dem englischen Wort Cliff für Klippe und war ursprünglich ein Ortsname, der etwa „Furt an einer Klippe“ bedeutet.

## Namensträger (Nachname)
- Agnes Maria Clifford (1739–1828), niederländische Herstellerin von Puppenhäusern
- Alfred Clifford (1908–1992), US-amerikanischer Mathematiker
- Ashley Clifford (* 1987), US-amerikanische Triathletin
- Betsy Clifford (* 1953), kanadische Skirennläuferin
- Buzz Clifford (1942–2018), US-amerikanischer Sänger
- Charles Clifford (Politiker) (1813–1893), neuseeländischer Politiker
- Clark M. Clifford (1906–1998), US-amerikanischer Politiker
- Conor Clifford (* 1991), irischer Fußballspieler
- Dennis Clifford (* 1992), US-amerikanischer Basketballspieler
- Dermot Clifford (* 1939), irischer Geistlicher, Erzbischof von Cashel und Emly
- Doug Clifford (* 1945), US-amerikanischer Schlagzeuger
- Frank Clifford (Hans Heinrich Tillgner; 1898–1976), deutscher Filmproduktionsleiter und Drehbuchautor
- George Clifford, 3. Earl of Cumberland (1558–1605), Herzog von Cumberland
- George Clifford I., niederländischer Bankier
- George Clifford II. (1657–1727), niederländischer Bankier
- George Clifford III. (1685–1760), niederländischer Bankier und Botaniker
- Gerard Clifford (1941–2016), irischer Geistlicher, Weihbischof in Armagh
- Graeme Clifford (* 1942), australischer Filmeditor und Regisseur
- Henry Clifford, 10. Baron de Clifford (um 1454–1523), englischer Adliger und Politiker
- Henry Clifford (Hockeyspieler) (Henry Charles Clifford; * 1928), US-amerikanischer Hockeyspieler
- Henry Edward Clifford (1852–1932), britischer Architekt
- Henry Frederick Hugh Clifford (1867–1916), britischer Brigadegeneral
- Henry Hugh Clifford (1826–1883), britischer Generalmajor
- Hubert Clifford (1904–1959), britischer Komponist und Dirigent
- Hugh Charles Clifford (1866–1941), britischer Kolonialgouverneur
- James Clifford (* 1945), US-amerikanischer Ethnologe
- John Clifford, 7. Baron de Clifford (um 1388–1422), englischer Adliger und Politiker
- John Clifford, 9. Baron de Clifford (1435–1461), englischer Adliger
- John Clifford (1836–1923), britischer Baptistenpastor
- John D. Clifford (1887–1956), US-amerikanischer Jurist und Politiker
- John H. Clifford (1809–1876), US-amerikanischer Politiker
- Kyle Clifford (* 1991), kanadischer Eishockeyspieler
- Linda Clifford (* 1944/48), US-amerikanische Sängerin
- Lucy Clifford (1846–1929), britische Schriftstellerin
- Margaret Clifford, Countess of Derby (1540–1596), englische Adelige
- Margaret Clifford, Countess of Cumberland (1560–1616), englische Adlige und Alchemistin, siehe Margaret Russell (Alchemistin)
- Margaret Clifford (* 1946), australische Leichtathletin, siehe Margaret Ramsay
- Marvin Clifford (* 1983), deutscher Comiczeichner und -autor
- Maud de Clifford, englische Adlige
- Michael R. Clifford (1952–2021), US-amerikanischer Astronaut
- Mike Clifford (* 1943), US-amerikanischer Sänger und Schauspieler
- Miles Clifford (1897–1986), britischer Kolonialbeamter, Gouverneur der Falklandinseln
- Nathan Clifford (1803–1881), US-amerikanischer Staatsmann, Diplomat und Jurist
- Percy Clifford, englischer Fußballspieler, Trainer und Fußballfunktionär
- Robert de Clifford, 1. Baron de Clifford (1274–1314), englischer Magnat und Militär
- Robert Clifford (Ritter) († 1508), englischer Ritter
- Roger de Clifford (um 1221–1286), anglonormannischer Ritter, Militär und Beamter
- Roger de Clifford (um 1243–1282), englischer Adliger und Militär
- Roger de Clifford, 2. Baron de Clifford (1300–1322), englischer Adliger und Rebell
- Roger de Clifford, 5. Baron de Clifford (1333–1389), englischer Adliger
- Roger Clifford (Ritter) (1437–1485), englischer Ritter
- Rosamund Clifford (1150–1176), englische Mätresse von Heinrich II.
- Ruth Clifford (1900–1998), US-amerikanische Schauspielerin
- Sian Clifford (* 1982), britische Schauspielerin
- Stephanie Gregory Clifford (* 1979), US-amerikanische Pornodarstellerin und -regisseurin, siehe Stormy Daniels
- Tim Clifford (* 1986), US-amerikanischer Basketballspieler
- Thomas Clifford, Baron Clifford of Chudleigh (1630–1673), britischer Barrister und Politiker
- Tom Clifford (1923–1990), irischer Rugby-Union-Spieler
- William H. Clifford (1874–1938), US-amerikanischer Drehbuchautor und Regisseur
- William Kingdon Clifford (1845–1879), britischer Philosoph und Mathematiker
- Winston Clifford (* 1965), britischer Jazzschlagzeuger

sowie
- Edward Russell, 26. Baron de Clifford (1907–1982), britischer Automobilrennfahrer

## Namensträger (Vorname)
- Clifford Barbaro (1948–2025), US-amerikanischer Jazzmusiker
- Clifford Brown (1930–1956), US-amerikanischer Musiker
- Clifford Jordan (1931–1993), US-amerikanischer Jazz-Saxophonist
- Clifford Stein (* 1965), US-amerikanischer Informatiker, Hochschullehrer
- Clifford Wells (* 1934), britischer Schriftsteller